# Aspid SS
L'Aspid SS est une voiture de sport deux places s'inspirant de la Lotus Seven et produite par le constructeur espagnol IFR Automotive.
La voiture est équipée d'un moteur 4 cylindres de 2 litres avec compresseur volumétrique pour une puissance de 400 ch. Sa vitesse maximale est de 250 km/h pour un 0 à 100 en 2.8 secondes.
L'auto dispose également d'un écran tactile sur la planche de bord afin de pouvoir modifier le comportement du véhicule.
Le petit constructeur ibérique poursuivra avec son coupé Aspid GT-21, plus agressif et plus puissant.